# 5 février aux Jeux olympiques d'hiver de 2022
Pour un article plus général, voir Jeux olympiques d'hiver de 2022.
Le samedi 5 février aux Jeux olympiques d'hiver de 2022 est le quatrième jour de compétition.

## Programme
| Heure UTC+8 (Pékin)                           |               |
| bleu                                          | Cérémonie     |
| neutre                                        | Épreuve       |
| or                                            | Finale        |
| orange                                        | Petite finale |
| rose                                          | Reporté       |
| gris                                          | Annulé        |
| Compétition masculine                         | Hommes        |
| Compétition féminine                          | Femmes        |
| Compétition mixte (hommes et femmes mélangés) | Mixte         |
| Compétition en couple (1 homme et 1 femme)    | Couple        |
| modifier                                      |               |

| Horaire | Discipline Spécialité | Discipline Spécialité                                         | Discipline Spécialité                         | Phase                                  | Résultats                                                    | Références |
| ------- | --------------------- | ------------------------------------------------------------- | --------------------------------------------- | -------------------------------------- | ------------------------------------------------------------ | ---------- |
| 09 h 05 |                       | Curling Double mixte                                          | Compétition mixte (hommes et femmes ensemble) | Premier tour 7e session                | 4-10                                                         | -          |
| 09 h 05 |                       | Curling Double mixte                                          | Compétition mixte (hommes et femmes ensemble) | Premier tour 7e session                | 1-6                                                          | -          |
| 10 h 45 |                       | Snowboard Slopestyle                                          | Compétition femmes                            | Qualifications                         | -                                                            | -          |
| 12 h 10 |                       | Hockey sur glace Tournoi féminin                              | Compétition femmes                            | Tour préliminaire Groupe A - Match 7   | 11-1                                                         | -          |
| 13 h 15 |                       | Saut à ski Tremplin normal                                    | Compétition hommes                            | Manche d'essai pour les qualifications | -                                                            | -          |
| 14 h 05 |                       | Curling Double mixte                                          | Compétition mixte (hommes et femmes ensemble) | Premier tour 8e session                | 5-7                                                          | -          |
| 14 h 05 |                       | Curling Double mixte                                          | Compétition mixte (hommes et femmes ensemble) | Premier tour 8e session                | 3-8                                                          | -          |
| 14 h 05 |                       | Curling Double mixte                                          | Compétition mixte (hommes et femmes ensemble) | Premier tour 8e session                | 6-2                                                          | -          |
| 14 h 05 |                       | Curling Double mixte                                          | Compétition mixte (hommes et femmes ensemble) | Premier tour 8e session                | 3-7                                                          | -          |
| 14 h 20 |                       | Saut à ski Tremplin normal                                    | Compétition hommes                            | Qualifications                         | -                                                            | -          |
| 15 h 45 |                       | Ski de fond Skiathlon (15 km)                                 | Compétition femmes                            | Finale                                 | Therese Johaug · Natalia Nepryaeva · Teresa Stadlober        | -          |
| 16 h 30 |                       | Patinage de vitesse 3 000 mètres                              | Compétition femmes                            | Finale                                 | Irene Schouten · Francesca Lollobrigida · Isabelle Weidemann | -          |
| 16 h 40 |                       | Hockey sur glace Tournoi féminin                              | Compétition femmes                            | Tour préliminaire Groupe B - Match 8   | 6-2                                                          | -          |
| 16 h 40 |                       | Hockey sur glace Tournoi féminin                              | Compétition femmes                            | Tour préliminaire Groupe B - Match 9   | 3-1                                                          | -          |
| 17 h 00 |                       | Biathlon Relais mixte                                         | Compétition mixte (hommes et femmes ensemble) | Finale                                 | Norvège · France · ROC                                       | -          |
| 17 h 45 |                       | Saut à ski Tremplin normal                                    | Compétition femmes                            | Manche d'essai pour la compétition     | -                                                            | -          |
| 18 h 00 |                       | Ski acrobatique Bosses                                        | Compétition hommes                            | Qualification                          | -                                                            | -          |
| 18 h 45 |                       | Saut à ski Tremplin normal                                    | Compétition femmes                            | Finale                                 | Urša Bogataj · Katharina Althaus · Nika Križnar              | -          |
| 19 h 00 |                       | Patinage de vitesse sur piste courte 500 m                    | Compétition femmes                            | Séries                                 | -                                                            | -          |
| 19 h 10 |                       | Luge Monoplace                                                | Compétition hommes                            | Manche 1                               | -                                                            | -          |
| 19 h 30 |                       | Ski acrobatique Bosses                                        | Compétition hommes                            | Finale                                 | Walter Wallberg · Mikaël Kingsbury · Ikuma Horishima         | -          |
| 19 h 38 |                       | Patinage de vitesse sur piste courte 1 000 m                  | Compétition hommes                            | Séries                                 | -                                                            | -          |
| 20 h 05 |                       | Curling Double mixte                                          | Compétition mixte (hommes et femmes ensemble) | Premier tour 9e session                | 5-7                                                          | -          |
| 20 h 05 |                       | Curling Double mixte                                          | Compétition mixte (hommes et femmes ensemble) | Premier tour 9e session                | 9-6                                                          | -          |
| 20 h 05 |                       | Curling Double mixte                                          | Compétition mixte (hommes et femmes ensemble) | Premier tour 9e session                | 3-11                                                         | -          |
| 20 h 05 |                       | Curling Double mixte                                          | Compétition mixte (hommes et femmes ensemble) | Premier tour 9e session                | 2-7                                                          | -          |
| 20 h 23 |                       | Patinage de vitesse sur piste courte Relais mixte par équipes | Compétition mixte (hommes et femmes ensemble) | Quarts de finale                       | -                                                            | -          |
| 20 h 50 |                       | Luge Monoplace                                                | Compétition hommes                            | Manche 2                               | -                                                            | -          |
| 20 h 53 |                       | Patinage de vitesse sur piste courte Relais mixte par équipes | Compétition mixte (hommes et femmes ensemble) | Demi-finale                            | -                                                            | -          |
| 21 h 10 |                       | Hockey sur glace Tournoi féminin                              | Compétition femmes                            | Tour préliminaire Groupe A - Match 10  | 5-0                                                          | -          |
| 21 h 18 |                       | Patinage de vitesse sur piste courte Relais mixte par équipes | Compétition mixte (hommes et femmes ensemble) | Finale                                 | Chine · Italie · Hongrie                                     | -          |

## Tableau des médailles provisoire
- Pays organisateur (Chine)

| Rang  | Nation    | Or | Argent | Bronze | Total |
| ----- | --------- | -- | ------ | ------ | ----- |
| 1     | Norvège   | 2  | 0      | 0      | 2     |
| 2     | Slovénie  | 1  | 0      | 1      | 2     |
| 3     | Chine     | 1  | 0      | 0      | 1     |
| 3     | Pays-Bas  | 1  | 0      | 0      | 1     |
| 3     | Suède     | 1  | 0      | 0      | 1     |
| 6     | Italie    | 0  | 2      | 0      | 2     |
| 7     | Canada    | 0  | 1      | 1      | 2     |
| 7     | ROC       | 0  | 1      | 1      | 2     |
| 9     | Allemagne | 0  | 1      | 0      | 1     |
| 9     | France    | 0  | 1      | 0      | 1     |
| 11    | Autriche  | 0  | 0      | 1      | 1     |
| 11    | Hongrie   | 0  | 0      | 1      | 1     |
| 11    | Japon     | 0  | 0      | 1      | 1     |
| Total | Total     | 6  | 6      | 6      | 18    |

| Rang  | Nation    | Or | Argent | Bronze | Total |
| ----- | --------- | -- | ------ | ------ | ----- |
| 1     | Norvège   | 2  | 0      | 0      | 2     |
| 2     | Slovénie  | 1  | 0      | 1      | 2     |
| 3     | Chine     | 1  | 0      | 0      | 1     |
| 3     | Pays-Bas  | 1  | 0      | 0      | 1     |
| 3     | Suède     | 1  | 0      | 0      | 1     |
| 6     | Italie    | 0  | 2      | 0      | 2     |
| 7     | Canada    | 0  | 1      | 1      | 2     |
| 7     | ROC       | 0  | 1      | 1      | 2     |
| 9     | Allemagne | 0  | 1      | 0      | 1     |
| 9     | France    | 0  | 1      | 0      | 1     |
| 11    | Autriche  | 0  | 0      | 1      | 1     |
| 11    | Hongrie   | 0  | 0      | 1      | 1     |
| 11    | Japon     | 0  | 0      | 1      | 1     |
| Total | Total     | 6  | 6      | 6      | 18    |